# Apple II
Az Apple II asztali számítógépet az Apple cég gyártotta és forgalmazta 1977 áprilisa és 1979 júniusa között, 26 hónapon keresztül. Az Apple II az Apple nevet viselő számítógépek sorozatának egyik tagja.

## Története
Az Apple II (vagy: Apple ][) 8 bites otthoni számítógép, az egyik első rendkívül sikeres, tömeggyártású mikroszámítógép, amelyet elsősorban Steve Wozniak. A kapcsolóüzemű tápegységet Rod Hold fejlesztette ki. 1977-ben a West Coast Computer Faire rendezvényen mutatta be Jobs és Wozniak a számítógépet, és ez volt az az Apple Computer második terméke.

## Technikai leírás
A bézs színű gép súlya 5,2 kg, magassága 113 mm, szélessége: 387 mm és mélysége 457 mm volt. A Apple II számítógépet egymagos 1 MHz-es MOS 6502 processzor vezérelte, 8 bites architektúrát szolgált ki.  A géphez 52 gombos billentyűzet tartozott A gépet Apple DOS 3.1 operációs rendszerrel szállította az Apple. A gépet beépített memória nélkül gyártották, maximálisan 48kB kezelésére volt képes a gyári specifikáció szerint, a bővítéshez 24 hely (slot) állt rendelkezésre. A gépnek nem volt ROM-ja. A számítógépnek nem volt saját kijelzője. Külső megjelenítő csatlakoztatására szolgált egy RCA csatlakozó, a külső megjelenítőn 280x192 (6 színben), 40x18 (16 színben) grafikai vagy 40x24 karakteres felbontás volt elérhető. Az Apple II a következő csatlakozási lehetőségeket kínálta: egy I/O @1500b/s, egy GAME I/O (16 pin), egy RCA, egy audió kimenet. A gép bővíthetőségét szolgálta egy 50-tűs Apple-csatlakozó.

## A számítógép technikai adatai
A táblázat nem tartalmazza az összes műszaki paramétert. Az egyes modelleknél a bemutatáskor érvényes adatokat soroljuk fel, a későbbi frissítéseket nem.
| Gépneve bemutatva kivezetve | Méretmagasság szélesség mélység súlySzín | Processzortípus @órajel architektúra magok száma | Média | Billentyűzet  | Operációs rendszer | Memóriaalap (max.) hely ROM | Kijelzőmérete felbontása | Grafikakimenet, képpont és szöveg felbontás | Csatlakozókkazetta, játék, kijelző, soros, párhuzamos, hang...       | Bővíthetőség                 |
| --------------------------- | ---------------------------------------- | ------------------------------------------------ | ----- | ------------- | ------------------ | --------------------------- | ------------------------ | ------------------------------------------- | -------------------------------------------------------------------- | ---------------------------- |
| Apple II1977 ápr. 1979 jún. | 113 mm 387 mm 457 mm 5,2 kg bézs         | MOS 6502 @1 MHz, 8 bit 1 mag                     |       | 52 billenytűs | Apple DOS 3.1      | 0kB, (48kB) 24 slot         |                          | 1xRCA280x192 @6 40x18 @1640x24 kar.         | · 1x I/O @1500b/s · 1x GAME I/O (16 pin) · 1x RCA · 1x audió kimenet | · 1x 50-tűs Apple-csatlakozó |

## Az Apple számítógépek az időben
| Az Apple számítógépek idővonalon |
| --- |
| |
| A színek kezdete a bemutató időpontja, a forgalmazás több esetben is hónapokkal később kezdődött. Megeshet, hogy egy csík végét kitakarja egy másik csík eleje. Előfordul, hogy a gyártás befejezését követően még egy ideig forgalomban marad a gép adott verziója. Az egyes eszközök technikai paraméterei a MacTracker alkalmazásból származnak. A Macintosh XL azért szerepel a grafikonon, mert technikailag a Lisa 2 utóda, de a neve miatt a Compact Macintosh számítógépek közé szokás besorolni. |